# Scopula universaria
Scopula universaria är en fjärilsart som beskrevs av Hans Zerny 1927. Scopula universaria ingår i släktet Scopula och familjen mätare. Inga underarter finns listade.